# カフェ・アマゾン
- カフェ・アマゾン
- カフェ・アメィゾン

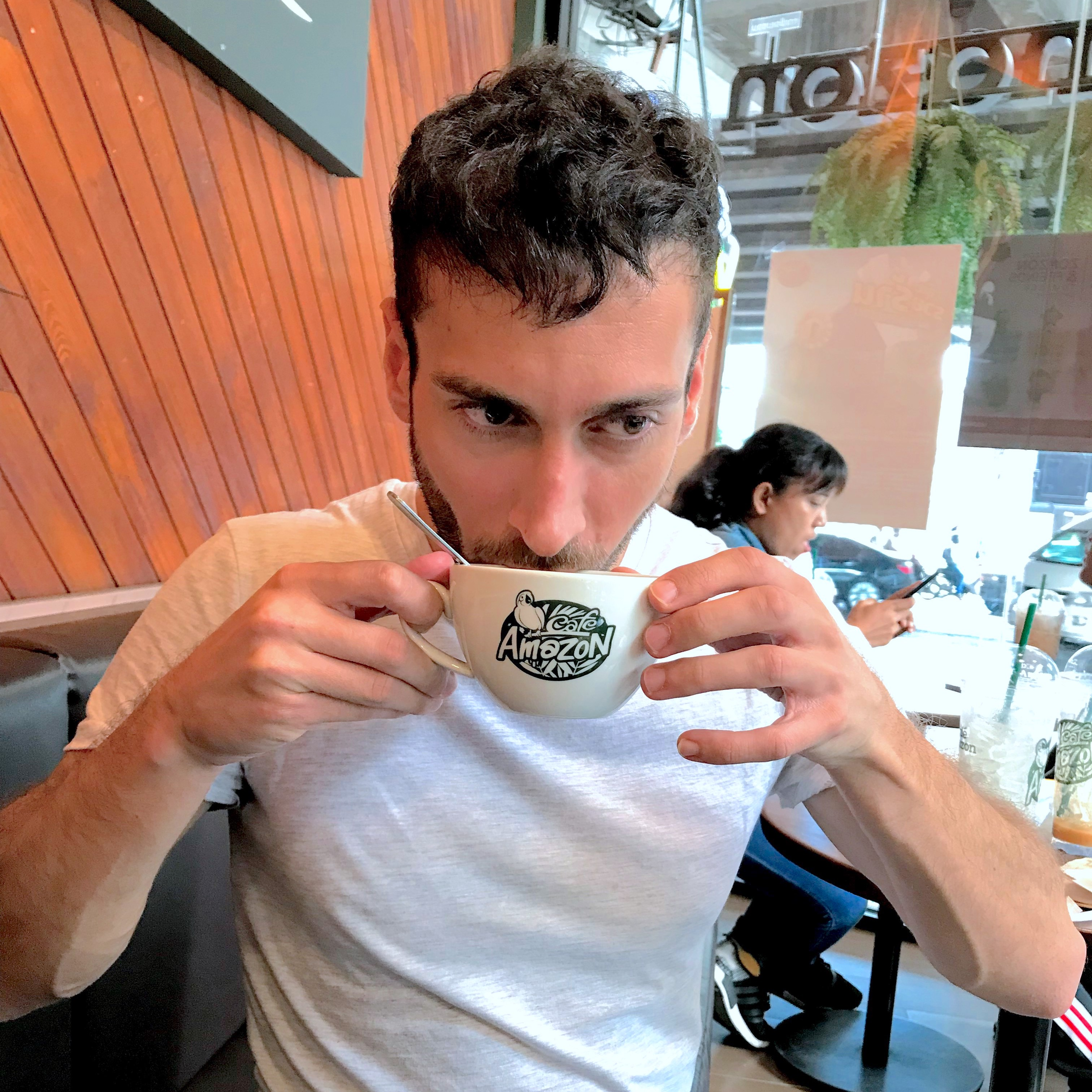
カフェ・アマゾンでコーヒーを飲む男性

カフェ・アマゾン(タイ語: คาเฟ่ อเมซอน)は、PTTグループが運営するコーヒーショップ。

## 概要
1988年にタイの山岳地帯の住民を支援するために始められたと日本公式にはあるが、現在のカフェ・アマゾンは2002年に設立された。名称の由来は、コーヒー原産地のブラジル、アマゾン熱帯雨林に由来する。

### 沿革
- 2016年11月2日 - 福島県川内村に日本1号店を出店[3]。
- 2019年10月4日 - 広西チワン族自治区南寧市に中国本土1号店を出店[4]
- 2019年12月20日 - セントラル・グループと合弁会社を設立し、ベトナムへの進出を図る[5]。

## 進出状況
タイを中心に10ヵ国以上に進出している。2018年8月時点で2557店舗を展開し、そのうち2389店舗がタイにある。

### 日本
日本へは2016年に福島県川内村に進出、その後福島県楢葉町Jヴィレッジなどにも進出。将来的には東京や大阪などに10の直営店とフランチャイズ展開も検討している。

### フィリピン
2016年に展開を開始。2019年時点で15～20店舗を展開する予定。

### シンガポール
チャンギ空港内のジュエル・チャンギ・エアポートに旗艦店となるシンガポール1号店を開店させた。